# Benediktinerinnenabtei Solesmes
Die Benediktinerinnenabtei Solesmes ist seit 1866 ein französisches Kloster der Benediktinerinnen in Solesmes im Département Sarthe in Frankreich.

## Geschichte

### Gründung in Solesmes und Exil in England
Cécile Bruyère gründete 1866 mit Unterstützung ihres Mentors Prosper Guéranger in geringer Entfernung zur Benediktinerabtei Saint-Pierre das Nonnenkloster Sainte-Cécile. Beim Bezug des Neubaus 1867 wurde das Kloster zum Priorat erhoben, 1890 zur Abtei (wenn auch der Papst schon 1870 erlaubt hatte, dass sich Priorin Cécile „Äbtissin“ nennen durfte). 1901 wichen die Nonnen vor der klosterfeindlichen Dritten Republik auf die Isle of Wight aus (in den Gebäuden befindet sich heute die St Cecilia's Abbey, Ryde), konnten aber 1919 zurückkehren.

### Einfluss auf andere Gründungen und eigene Tochtergründungen
Das Kloster Sainte-Cécile wurde wegweisend für andere benediktinische Nonnenklöster, namentlich für die Abtei Saint-Nicolas in Verneuil-sur-Avre, das Kloster St. Gabriel in Prag, die Abtei Maredret in Belgien, die Abtei Sainte-Scholastique (Dourgne), sowie die Abtei St. Hildegard in Eibingen. 1889 konnte das Tochterkloster Notre-Dame de Wisques westlich Saint-Omer gegründet werden, das 1894 zur Abtei erhoben wurde. 1898 kam es zur Tochtergründung Saint-Michel de Kergonan bei Carnac (wie in Solesmes und Wisques in unmittelbarer Nähe des 1897 errichteten Mönchsklosters). 1967 wurde in Keur-Guilaye, Département Thiès im Senegal das Kloster Saint-Jean-Baptiste gegründet (zuvor 1961 durch Saint-Pierre Kloster Keur Moussa), das 1993 zum selbständigen Priorat erhoben wurde. 1975 kam es auf Martinique in Le Carbet zur Gründung des Klosters Sainte-Marie-des-Anges de Bout-Bois (1993 teilselbständiges Priorat). (Seit 1948 gab es das von Kanada aus gegründete Benediktinerkloster Notre-Dame-du-Monde-des-Oliviers de Terreville in Schœlcher.)

### Äbtissinnenliste
- 1870–1909: Cécile Bruyère
- 1909–1928: Claire de Livron de Bourbonne
- 1928–1948: Madeleine Limozin (* 1873 in Marseille)
- 1948–1981: Gaudentie Limozin († 1991)
- 1981–2011: Marie-Bernadette de Maigret
- seit 2011: Claire de Sazilly